# Svenska Elektronrör AB
Svenska Elektronrör AB (SER) bildades av Ericsson år 1938 för att förse den svenska marknaden med elektronrör för markbunden långdistanstelefoni. Företaget hade även rötter i Svenska Radioaktiebolaget, som i sin tur grundats 1919 av Mauritz Vos. Elektronrören var nödvändiga för att modulera flera telefonsamtal på samma kabel (multiplexing).
Ericsson skapade företaget som en förberedelse för andra världskriget då upptrappningen i Europa märktes långt innan kriget bröt ut. År 1941 började man även leverera rör till den svenska radioindustrin som skurits av från utländska tillverkare av kriget. Tillverkningen drogs ned krafigt efter kriget 1948.
År 1967 köptes Svenska Elektronrör AB upp av RIFA, och företaget tillverkade nu förutom elektronrör även halvledare. Framför allt dioder tillverkades i Svenska Elektronrörs fabrik i Bollmora utanför Stockholm.